# Cubanit
Cubanit, auch Barracanit oder Chalmersit, ist ein eher selten vorkommendes Mineral aus der Mineralklasse der Sulfide und Sulfosalze. Es kristallisiert im orthorhombischen Kristallsystem mit der chemischen Zusammensetzung CuFe2S3 und bildet langgestreckte Kristalle sowie dicke, gestreifte Tafeln von bis zu drei Zentimetern Größe von messing- bis bronzeartiger Farbe. Häufig werden auch sternen- oder blumenförmige Kristallzwillinge gefunden, die eine hexagonale Symmetrie vortäuschen.

## Etymologie und Geschichte
Cubanit wurde erstmals 1843 von August Breithaupt beschrieben, der eine ihm zur Verfügung gestellte Mineralprobe genauer untersuchte. Dieser hatte sechs Fässer des unbekannten Minerals aus Kuba nach England gebracht, um Schmelzversuche durchzuführen. Breithaupt benannte das Mineral nach dem Herkunftsort, der Insel Kuba Cubanit.

## Klassifikation
In der Systematik der Minerale nach Strunz wird Cubanit zu den Metallsulfiden mit einem Verhältnis von Metall zu Schwefel, Selen oder Tellur von 1:1 gezählt. Nach der 8. Auflage bildet es dabei zusammen mit Argentopyrit, Enargit, Sternbergit und Stibioenargit eine Gruppe. In der 9. Auflage bildet es mit Isocubanit eine Untergruppe der Sulfide mit Zink, Eisen, Kupfer oder Silber.
In der Systematik nach Dana bildet es mit Argentopyrit und Isocubanit eine Untergruppe der Sulfide, Selenide und Telluride mit der Zusammensetzung Am Bn Xp, mit (m+n):p=1:1.

## Kristallstruktur
Cubanit kristallisiert orthorhombisch in der Raumgruppe Pcmn (Raumgruppen-Nr. 62, Stellung 4) mit den Gitterparametern a = 6,458(1) Å, b = 11,104(1) Å und c = 6,220(1) Å sowie vier Formeleinheiten pro Elementarzelle.

## Eigenschaften
In der Struktur liegen die Metallionen in verschiedenen Oxidationsstufen vor. Das Kupfer ist einwertig und es sind sowohl zwei- als auch dreiwertige Eisenionen im Gitter vorhanden. Diese liegen jeweils in Paaren in Tetraedern vor, die über gemeinsame Kanten miteinander verbunden sind. Dadurch kommt es zu schnellen Elektronenübergängen zwischen den Eisenionen. Das Mineral ist dadurch ein Halbleiter. Gleichzeitig ist Cubanit in Richtung der c-Achse stark magnetisch.

## Modifikationen und Varietäten
Oberhalb von 210 °C ändert sich die Kristallstruktur des Cubanites. Es bildet sich eine kubische Modifikation, die Isocubanit genannt wird und ebenfalls natürlich vorkommt. Zu finden ist Isocubanit meist in der Nähe von Schwarzen Rauchern, etwa im Pazifik.
Auch zwei Hochdruckmodifikationen sind bekannt. Bei 3,3 GPa Druck wandelt sich Cubanit bei Raumtemperatur in eine hexagonale Modifikation um. Deren Struktur ist vergleichbar mit der Nickelarsenidstruktur. Bei noch höheren Drücken von 3,4 bis 5,8 GPa ändern sich die Eigenschaften des Cubanites stark, es bildet sich eine metallische Modifikation.

## Bildung und Fundorte
Cubanit entsteht unter hydrothermalen Bedingungen bei höheren Temperaturen in Pyrrhotin-Pentlandit-Erzen. Es bildet sich durch Entmischen von Chalkopyrit, mit dem es häufig stark verwachsen ist, bei 200–210 °C. Es ist vergesellschaftet mit Chalcopyrit, Pyrit, Pyrrhotin, Pentlandit und Sphalerit.
Weltweit wurde Cubanit bisher (Stand: 2009) an rund 480 Fundorten nachgewiesen, in denen es lokal auch in größeren Mengen vorkommt. Zu den Fundorten zählen unter anderem die Typlokalität Barracanao auf Kuba, Sudbury und Chibougamau in Kanada, Tunaberg und Ljusnarsberg in Schweden, Virtasalm in Finnland, Traversella in Italien, Nova Lima in Brasilien, Broken Hill in Australien, Norilsk in Russland sowie den US-Bundesstaaten New Mexico, Arizona und Alaska.
Selten findet man Cubanit auch in Kohligen Chondriten, einer Meteoritenart.

## Verwendung
Ist Cubanit, wie etwa in Ontario in Kanada, lokal in größeren Mengen vorhanden, wird es als Kupfererz zur Gewinnung von elementarem Kupfer abgebaut.